# Areso
Areso ist eine Gemeinde (Municipio) mit 266 Einwohnern (Stand: 2024) im baskischsprachigen Norden von Navarra in Spanien.

## Lage
Areso liegt etwa 33 Kilometer südlich von Donostia-San Sebastián und etwa 50 Kilometer nordwestlich von Pamplona in einer durchschnittlichen Höhe von 465 m. Durch die Gemeinde führt die Autovía A-15.

## Kultur und Sehenswürdigkeiten

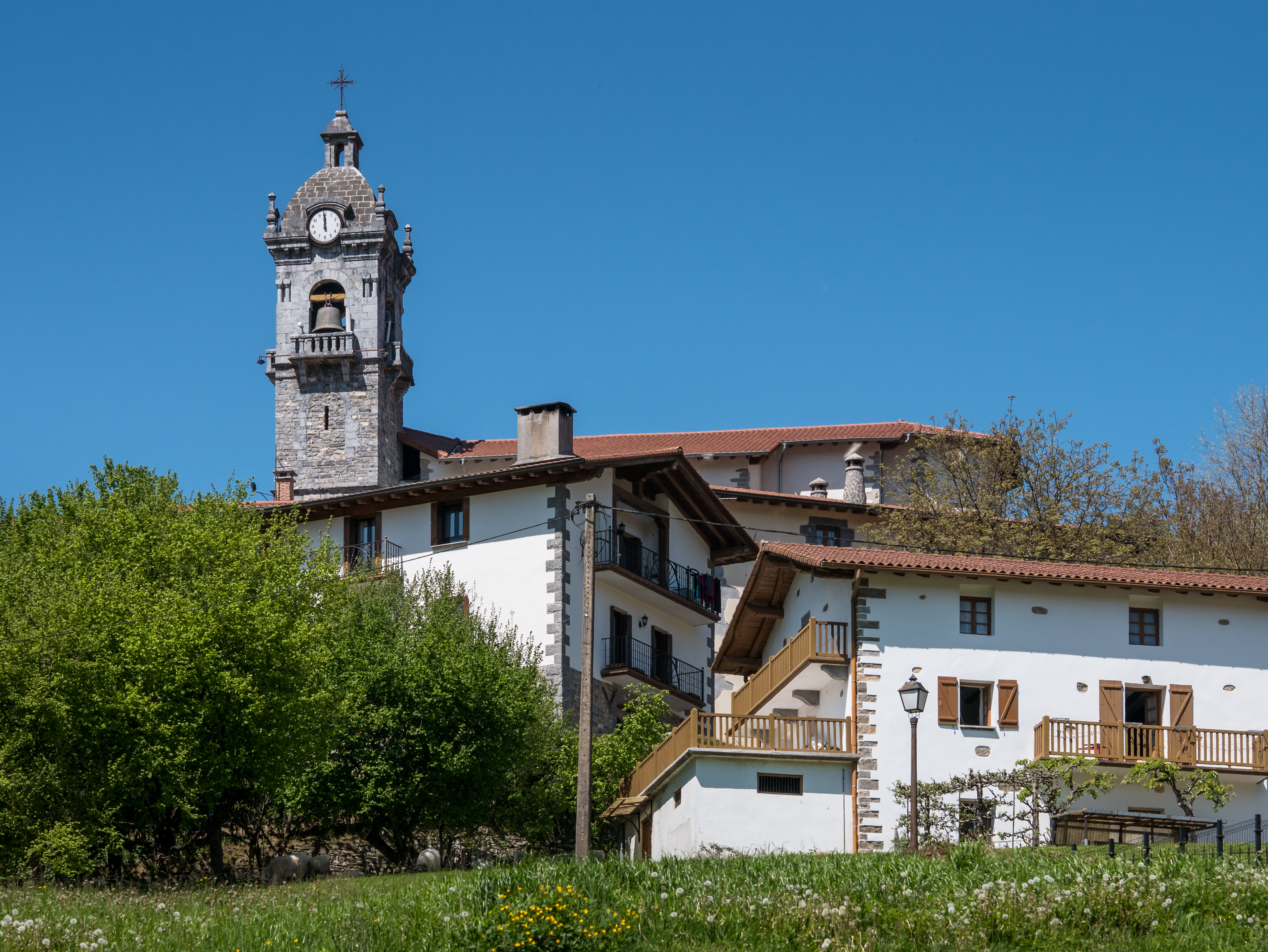
Kirche Mariä Himmelfahrt
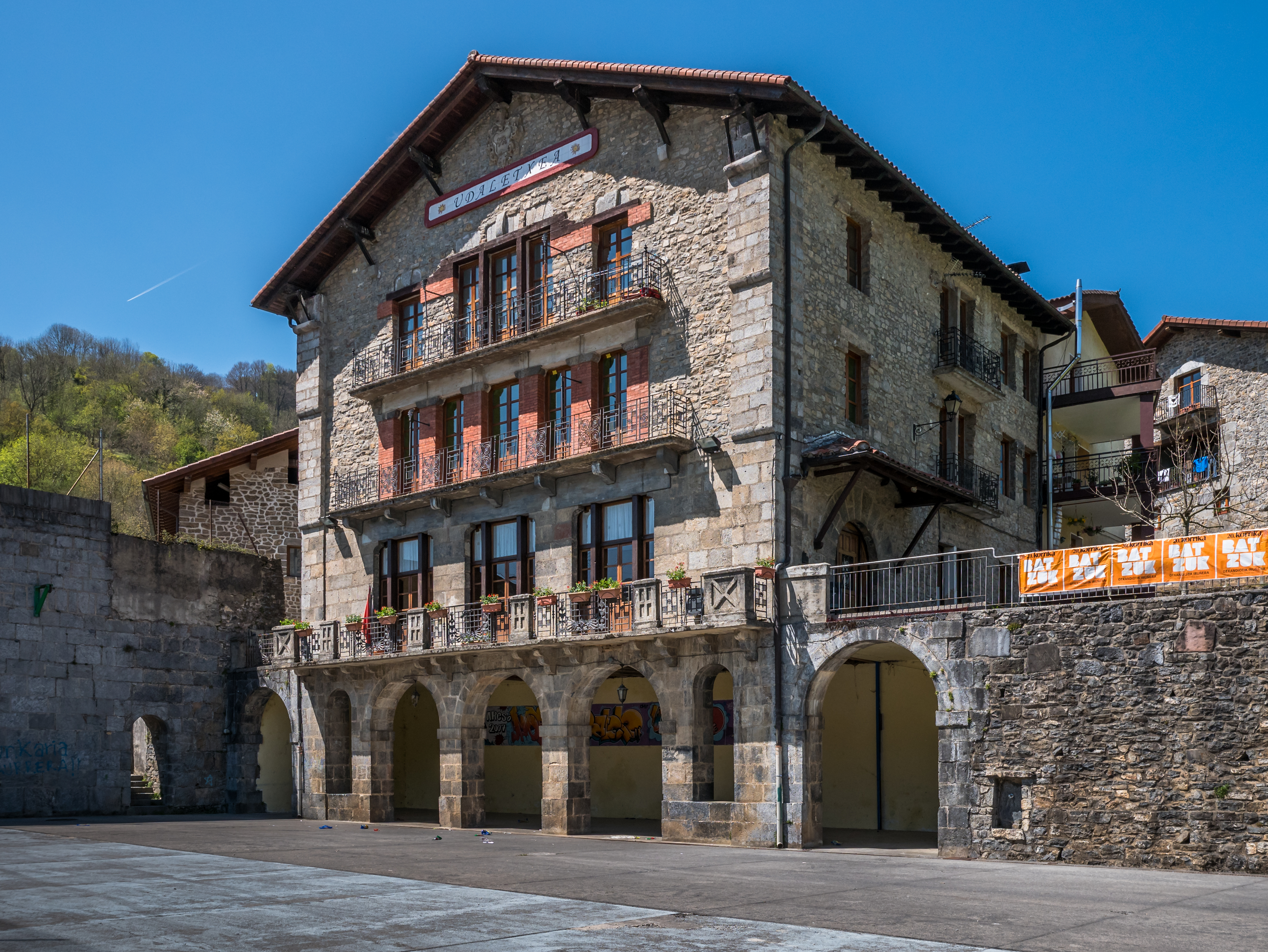
Rathaus

- Kirche Mariä Himmelfahrt
- Rathaus